# Laranjeiras (Colômbia)
Laranjeiras é um distrito do município brasileiro de Colômbia, no interior do estado de São Paulo, mas que ainda não está cadastrado na Divisão Territorial Brasileira do IBGE por não possuir uma representação cartográfica encaminhada à instituição pelo poder público municipal.

## História

### Origem
Não se pode precisar a idade certa que tem o povoado de Laranjeiras, sabe-se que nos primórdios foi pouso de boiadas que vinham de Minas Gerais e Goiás, atravessavam o rio Grande a nado e subiam pelo corredor boiadeiro que conduzia até a estrada que levava ao povoado, que na época se chamava Rancharia. As comitivas chegavam e por ali passavam muitas horas até descansarem, para prosseguir viagem. Não se envolviam muito com o povo do lugar, o povoado era um tanto violento, não tinha ordem, lei e nem segurança.
O breu que tomava conta do lugar assim que o sol se punha e a noite caía, não permitia que as pessoas deixassem suas casas. Tinha algum movimento ainda nos botequins que ficavam abertos mesmo com a escuridão da noite.  Com todo os problemas sociais existentes na época, ainda era um local animado, com muitos bailes e quermesses.
Por ser rodeada por fazendas de plantação de laranja, nesse local nunca faltou emprego nas lavouras para quem queria trabalhar. Aliás, quando de sua criação, o distrito recebeu o nome Laranjeiras pois se localizava nas terras da antiga Fazenda Laranjeiras.
Mas quando Colômbia foi elevada a município em 1959, Laranjeiras, que até então era mais desenvolvida, passou a integrar o novo município, e com isso Colômbia passou a se desenvolver mais que Laranjeiras.

### Formação administrativa
- Distrito policial de Santo Antônio da Alegria criado em 02/12/1901 no município de Barretos, com sede no povoado de Rancharia[5].
- O distrito foi criado pela Lei nº 1.027 de 30/11/1906 com o nome de Laranjeiras[6][7].
- Foi extinto pelo Decreto-Lei n° 14.334 de 30/11/1944, sendo parte de seu território anexada ao distrito de Amoreira (atual Alberto Moreira) e parte ao distrito de Colômbia, ambos no município de Barretos[8].
- Pedido para criação do distrito através de processo que deu entrada na Assembléia Legislativa do Estado de São Paulo no ano de 1963, mas como não atendia os requisitos necessários exigidos por lei para tal finalidade o processo foi arquivado[9].
- Lei ordinária nº 863 de 02/10/2002 - Cria o distrito de Laranjeiras no município de Colômbia[10].

## Geografia

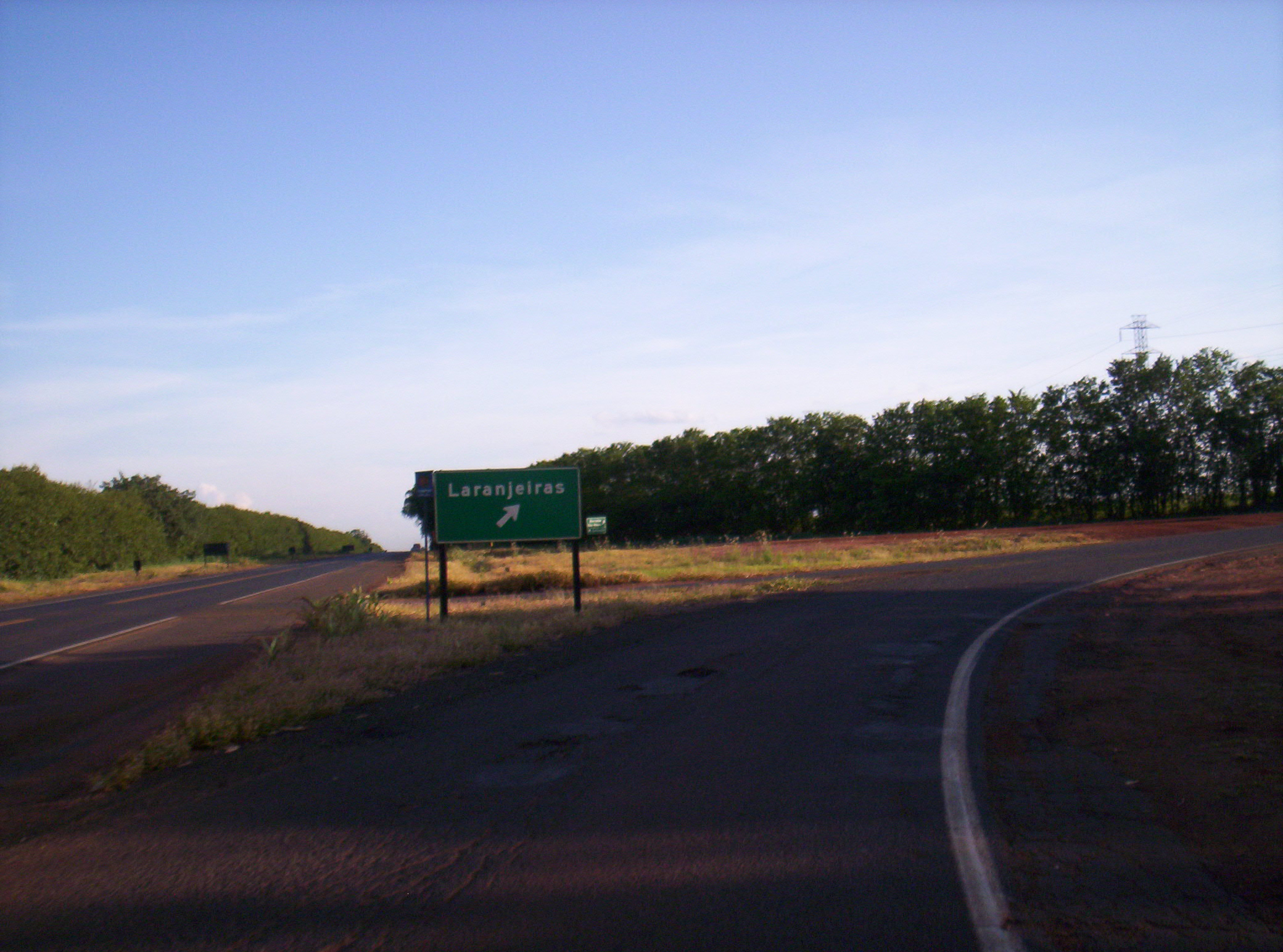
Trevo de Laranjeiras na SP-326.

### Demografia

#### População urbana
| Crescimento população urbana | Crescimento população urbana | Crescimento população urbana | Crescimento população urbana |
| Censo                        | Pop.                         |                              | %±                           |
| ---------------------------- | ---------------------------- | ---------------------------- | ---------------------------- |
| 1934                         | 244                          |                              |                              |
| 1940                         | 222                          |                              | −9,0%                        |
| 1980                         | 313                          |                              | —                            |
| 1991                         | 430                          |                              | 37,4%                        |
| 2000                         | 608                          |                              | 41,4%                        |
| 2010                         | 692                          |                              | 13,8%                        |
| Fonte: IBGE e Fundação SEADE |                              |                              |                              |

Pelo Censo de 1920 a população total do distrito era de 2 125 habitantes, e pelo Censo de 1940 a população total do distrito era de 3 146 habitantes.
Até o Censo 2010 (IBGE) Laranjeiras era classificado pelo IBGE como aglomerado rural.

### Rodovias
O acesso à Laranjeiras é feito pela estrada que liga o distrito à Rodovia Brigadeiro Faria Lima (SP-326).

## Serviços públicos

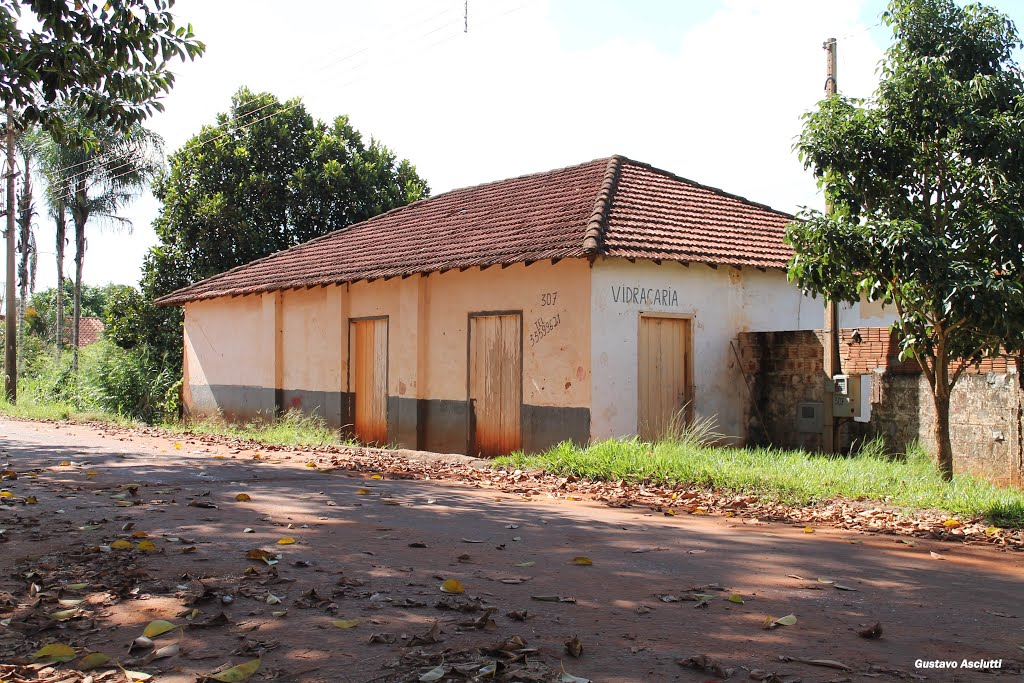
Aspecto local.

### Registro civil
Atualmente é feito na sede do município, pois o Cartório de Registro Civil das Pessoas Naturais foi extinto pelo Decreto-Lei n° 14.334 de 30/11/1944 e seu acervo foi recolhido ao 1º cartório do distrito sede de Barretos.

### Saneamento
O serviço de abastecimento de água é feito pela Companhia de Saneamento Básico do Estado de São Paulo (SABESP).

### Energia
A responsável pelo abastecimento de energia elétrica é a CPFL Paulista, distribuidora do Grupo CPFL Energia.

## Religião
O Cristianismo se faz presente no distrito da seguinte forma:

### Igreja Católica
- A igreja faz parte da Diocese de Barretos[21].

### Igrejas Evangélicas
- Congregação Cristã no Brasil[22].